# Tênis de mesa nos Jogos Paralímpicos de Verão de 2016 – Classe 1-2 por equipes (masculino)
A competição classe 1-2 por equipes masculino do tênis de mesa nos Jogos Paralímpicos de Verão de 2016 ocorreu nos dias 14 a  17 de setembro no Riocentro. Os franceses Fabien Lamirault, Stephane Molliens e Jean-François Ducay conquistaram a medalha de ouro após derrotar os sul-coreanos Joo Young Dae, Kim Kyung Mook e Cha Soo Yong; a medalha de bronze ficou com os brasileiros Iranildo Conceição, Guilherme Marcião e Aloisio Lima.

## Resultados
|  | Semifinal | Semifinal         | Semifinal | Semifinal | Semifinal | Semifinal | Semifinal |  |  | Final               | Final               | Final               | Final               | Final               | Final               | Final               |
|  |           |                   |           |           |           |           |           |  |  |                     |                     |                     |                     |                     |                     |                     |
|  | 1         | FRA França        | 3         | 3         |           |           |           |  |  |                     |                     |                     |                     |                     |                     |                     |
|  | 4         | BRA Brasil        | 0         | 0         | 9         |           |           |  |  |                     |                     |                     |                     |                     |                     |                     |
|  |           |                   |           |           |           |           |           |  |  | 1                   | FRA França          | 3                   | 2                   | 3                   |                     |                     |
|  |           |                   |           |           |           |           |           |  |  | 3                   | KOR Coreia do Sul   | 0                   | 3                   | 1                   |                     |                     |
|  | 3         | KOR Coreia do Sul | 3         | 2         | 3         |           |           |  |  |                     |                     |                     |                     |                     |                     |                     |
|  | 2         | SVK Eslováquia    | 1         | 3         | 2         |           |           |  |  | Disputa pelo bronze | Disputa pelo bronze | Disputa pelo bronze | Disputa pelo bronze | Disputa pelo bronze | Disputa pelo bronze | Disputa pelo bronze |
|  |           |                   |           |           |           |           |           |  |  | 4                   | BRA Brasil          | 3                   | 1                   | 3                   |                     |                     |
|  |           |                   |           |           |           |           |           |  |  | 2                   | SVK Eslováquia      | 2                   | 3                   | 2                   |                     |                     |